# Момбело Монферато
Момбело Монферато (итал. Mombello Monferrato) је насеље у Италији у округу Алесандрија, региону Пијемонт.
Према процени из 2011. у насељу је живело 181 становника. Насеље се налази на надморској висини од 262 м.

## Становништво
| 1936. | 1951. | 1961. | 1971. | 1981. | 1991. | 2001. | 2011. |
| ----- | ----- | ----- | ----- | ----- | ----- | ----- | ----- |
| 2.485 | 2.128 | 1.647 | 1.397 | 1.209 | 1.148 | 1.095 | 1.087 |